# Historias de la radio
Historias de la radio és una pel·lícula espanyola còmica dirigida per José Luis Sáenz de Heredia i estrenada en 1955.

## Argument
Com a homenatge a la importància de la ràdio a mitjan segle xx, es conten tres històries que tenen com a eix central als radiooients: uns concursants que per 3.000 pessetas han d'arribar a l'estudi disfressats d'esquimal, un lladre que contesta a una trucada de telèfon a la casa on està robant i un mestre d'escola que participa en un concurs per a poder treure diners per a curar a un nen del seu poble. Les històries s'enllacen mitjançant la història d'amor d'un locutor i la seva promesa i mitjançant retalls de la vida de personatges reals de l'època del film.
Una jove artista de l'època, Gracia Montes, apareix en el film cantant una cançó popular d'Andalusia: La Romera. Aquesta cantant es convertiria en el futur en un dels pilars fonamentals de la cobla i el flamenc d'Espanya.
Anys després, Sáenz de Heredia dirigiria Historias de la televisión, una mena de seqüela de Historias de la radio ambientada en el mitjà televisiu.

### Primera història
Un patrocinador ofereix 3.000 pessetas al primer radiooient que es presenti en els estudis disfressat d'esquimal i amb un gos. Un inventor (José Isbert) decideix presentar-se perquè necessita els diners per a patentar un invent. En el camí li sorgeixen infinitat d'accidents. Aconsegueix arribar a l'estudi, però en segon lloc. En ser entrevistat, aconsegueix emocionar amb les seves tribulacions al presentador (Bobby Deglané).
En aquesta història té un petit paper Tony Leblanc.

### Segona història
Un lladre (Ángel de Andrés) està desvalisant una casa quan truquen per telèfon. Decideix contestar i descobreix que serà agraciat amb un premi si es presenta en l'estudi. Però com ell no és la persona que viu en aquesta casa decideix buscar a la seva víctima, (José María Lado), per a proposar-li un tracte.

### Tercera història
Un mestre de poble (Alberto Romea) es presenta a un concurs de ràdio perquè necessita diners per a portar a un alumne a una important operació a l'estranger. El concurs és de preguntes i el mestre les contesta totes fins a l'última, quan els patrocinadors decideixen que perdi. Llavors li fan una pregunta sobre futbol.
La plaça on està el poble expectant i els seus carrers, correspon a les de La Herguijuela, Ávila.
La resolució d'aquesta tercera història és antològica.

## Repartiment
- Francisco Rabal: Gabriel
- Margarita Andrey: Carmen
- Xan das Bolas: guardia civil
- Alberto Romea: Anselmo
- Guadalupe Muñoz Sampedro:Esposa d'Anselmo
- José Luis Ozores: Capellà
- Adrián Ortega: alcalde
- José Orjas: Ajudant de l'inventor
- José Isbert: Inventor
- Tony Leblanc: xofer
- Juanjo Menéndez: Alfredo
- Rafael Bardem: Director de l'emissora
- Nicolás Perchicot: metge
- Pedro Porcel: sacerdot
- José María Lado: Senén
- Ángel de Andrés: lladre

## Premis
Medalles del Cercle d'Escriptors Cinematogràfics
| Any  | Categoria                | Pel·lícula                 | Resultat  |
| ---- | ------------------------ | -------------------------- | --------- |
| 1955 | Millor argument original | José Luis Sáenz de Heredia | Guanyador |